# Lower Usuma
Lower Usuma ist der Name einer Talsperre am Fluss Usuma in Nigeria. Sie wurde 1990 nördlich von Abuja, der neuen Hauptstadt von Nigeria, erbaut und versorgt die Stadt mit Trinkwasser.

## Der Damm
Die Sperranlage besteht aus 2 Dämmen Erdschüttdämmen. Der Hauptdamm hat eine Länge von 1,3 Kilometern und eine Höhe von 47 Metern. Seine Krone ist 10 Meter breit. Der Nebendamm ist 470 Meter lang und hat eine Höhe von 15 Metern.

## Der Stausee

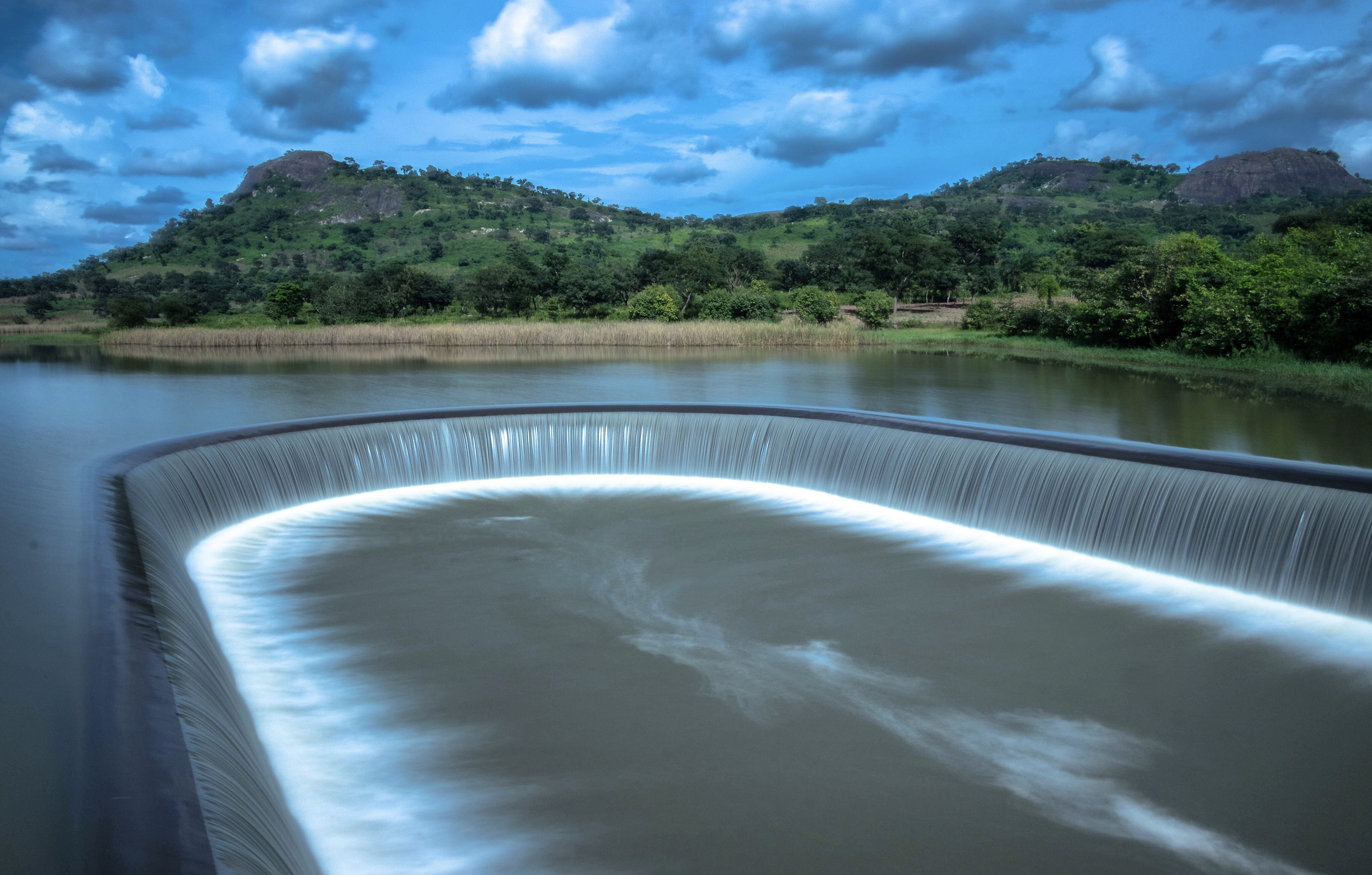
Usuma Talsperre

Die Talsperre liegt etwa 15 Kilometer nordwestlich von Abuja auf 570 Höhenmetern. Der See hat eine Breite von 3,5 und eine Länge von 3 Kilometern und fasst 120 Millionen Kubikmeter Rohwasser. Das Wasser fließt fünf Wasserwerken zu, in denen das Wasser behandelt wird, bevor es nach Abuja geleitet wird. Die Gesamtkapazität der Wasserwerke beträgt 10.000 Kubikmeter pro Stunde.
Der See erhält zusätzlich Wasser von dem Gurara-Damm. Er liegt 75 km nördlich von Abuja. Durch ihn wird Wasser vom Oberlauf des Gurara zu der Hauptstadt geleitet.